# Jadida Olympique Club
Le Club Olympique d'El Jadida (Maroc), plus connu sous le nom de JOC, est un club de volley-ball d'El Jadida qui évolue au plus haut niveau national (Division 1).

## Palmarès
- Coupe du trône seniors dames[2]

Finaliste: 2009
- Supercoupe seniors dames[3]

Finaliste: 2010
- Championnat du Maroc U18

Médaille de bronze: 2013 
- Championnat d'Afrique des clubs champions dames[4]

10éme: 2009

## Entraîneurs
Nezha Kacimi, est une ancienne joueuse désormais entraîneur de volley-ball. Elle compte plusieurs sélections en équipe du Maroc de volley-ball. Elle entraîne l'équipe féminine du Maroc de volley-ball depuis 2004.

### Clubs joueuse
MAROC-CODM-FUS-TSC

### Clubs entraîneur
MAROC (2004-2014)- JOC (2007-...)

## Effectif de la saison en cours "UNDER 20"
| No                         | Nom                        | Date de naissance          | Taille                       | Poids                        | Poste                        |
| -------------------------- | -------------------------- | -------------------------- | ---------------------------- | ---------------------------- | ---------------------------- |
| 1                          | Redouane Rihani            |                            | 190                          | 75                           | Attaquant                    |
| 3                          | Achraf Khadim              |                            | 180                          | 68                           | Passeur                      |
| 5                          | Othmane Hodaibi            |                            | 182                          | 70                           | Réceptionneur-attaquant      |
| 6                          | Jalal Ahmed Aboulkassim    |                            | 180                          | 68                           | Réceptionneur-attaquant      |
| 8                          | Badr Zagouri               |                            | 176                          | 66                           | Libero                       |
| 9                          | El Yazid Arbane            |                            | 185                          | 87                           | Central                      |
| 10                         | Oualid Baahmad (C)         |                            | 185                          | 70                           | Réceptionneur-attaquant      |
| 12                         | Nawfal Hadi                |                            | 185                          | 65                           | Réceptionneur-attaquant      |
| 14                         | Mohammed Boubechra         |                            | 196                          | 86                           | Central                      |
|                            |                            |                            |                              |                              |                              |
| Encadrement technique      | Encadrement technique      |                            | Légende                      | Légende                      | Légende                      |
| Entraîneur : Nezha Kacimi  | Entraîneur : Nezha Kacimi  | Entraîneur : Nezha Kacimi  | : Capitaine                  | : Capitaine                  | : Capitaine                  |
| Entraîneur(s) adjoint(s) : | Entraîneur(s) adjoint(s) : | Entraîneur(s) adjoint(s) : | : Joueur blessé actuellement | : Joueur blessé actuellement | : Joueur blessé actuellement |